# بازی زبانی (فلسفه)
بازی زبان (آلمانی: Sprachspiel) یک مفهوم فلسفی است که توسط لودویگ ویتگنشتاین توسعه یافته‌است. ویتگنشتاین استدلال می‌کرد که یک کلمه یا حتی یک جمله فقط در نتیجه "قاعده" "بازی" معنی می‌یابد. به عنوان مثال معنی جمله «آب!» با توجه به متن می‌تواند یک سفارش، پاسخ به یک سؤال یا شکل دیگری از ارتباط باشد.

## تحقیقات فلسفی
لودویگ ویتگنشتاین در کار خود با تحقیقات فلسفی (۱۹۵۳) مرتباً به مفهوم بازی‌های زبانی اشاره کرده‌است. او این ایده را که زبان به گونه‌ای جداگانه و مطابق با واقعیت است رد می‌کند و معتقد است که مفاهیم برای معنا یافتن نیاز به وضوح ندارند. ویتگنشتاین از اصطلاح «بازی زبانی» برای تعیین اشکال ساده‌تر زبان به نسبت کل یک زبان استفاده کرد. این مفهوم با هدف «برجسته ساختن این واقعیت که صحبت کردن به زبان بخشی از یک فعالیت یا نوعی زندگی است» (PI 23) که به زبان معنا می‌بخشد، در نظر گرفته شد.
ویتگنشتاین این بحث از بازی‌ها را به مفهوم اصلی بازی زبانی تبدیل می‌کند. ویتگنشتاین این اصطلاح را با استفاده از مثالهای ساده معرفی می‌کند، اما قصد دارد این اصطلاح را برای بسیاری از روشهای استفاده از زبان به کار برد. مولفه اصلی بازی‌های زبانی این است که آنها از زبان استفاده می‌کنند و از زبان به روش‌های مختلفی استفاده می‌شود. به عنوان مثال، در یک بازی زبان، یک کلمه ممکن است به معنای مخفف (یا ارجاع به) یک شی باشد، اما در دیگری این کلمه ممکن است برای دستور دادن، یا پرسیدن سالها و غیره استفاده شود. مثال معروف معنای کلمه «بازی» است. ما در مورد انواع بازی‌ها صحبت می‌کنیم: بازی‌های رومیزی، بازی‌های شرط‌بندی، ورزش، "بازی‌های جنگی". اینها همه کاربردهای مختلف کلمه "بازی" است. ویتگنشتاین همچنین مثال «آب!» را بیان می‌کند، که می‌تواند به عنوان تعجب، دستور، درخواست یا پاسخ به یک سؤال مورد استفاده قرار گیرد. معنی کلمه بستگی به بازی زبانی ای دارد که برای آن استفاده شده‌است. مورد دیگری که ویتگنشتاین به آن اشاره می‌کند این است که کلمه "آب" جدای از کاربرد آن در داخل یک بازی بازی معنی ندارد. ممکن است کسی این کلمه را به عنوان سفارش استفاده کند تا شخص دیگری یک لیوان آب برای شما بیاورد. اما همچنین می‌توان از آن به عنوان هشدار به شخصی استفاده کرد در مورد اینکه آب سمی است. حتی ممکن است یکی از اعضای یک انجمن مخفی از این کلمه به عنوان کد استفاده کند.
ویتگنشتاین کاربرد مفهوم بازی‌های زبانی خود را به معنای کلمه محدود نمی‌کند. او همچنین آن را دربارهٔ معنای جمله به کار می‌برد. به عنوان مثال، جمله «موسی وجود نداشت» (§۷۹) می‌تواند معنای مختلفی داشته باشد. ویتگنشتاین استدلال می‌کند که این جمله به‌طور مستقل و بدون در نظر گرفتن جای استفاده آن، چیزی را منتقل نمی‌کند. این «بی‌معنی» است که مهم نبودن برای یک هدف خاص «بی‌معنی» است. فقط در صورتی اهمیت پیدا می‌کند که آن را در برخی زمینه‌های استفاده اصلاح کنیم؛ بنابراین، چیزی نمی‌تواند بیان کند زیرا جمله به عنوان مثال هنوز کاربرد خاصی را تعیین نمی‌کند. این جمله فقط وقتی معنی می‌یابد که برای گفتن چیزی استفاده شود. به عنوان مثال، می‌توان از آن استفاده کرد به گونه ای که گفته می‌شود هیچ شخص یا شخصیتی تاریخی با مجموعه توصیفاتی که به نام «موسی» نسبت داده می‌شود، متناسب نیست. اما همچنین می‌تواند به این معنی باشد که رهبر بنی اسرائیل را موسی نمی‌نامیدند. یا اینکه کسی نبوده باشد که تمام آنچه در کتاب مقدس دربارهٔ موسی و غیره آمده‌است را به دست آورده باشد؛ بنابراین معنی این جمله به زمینه استفاده از آن بستگی دارد.